# Kuno-Fischer-Preis

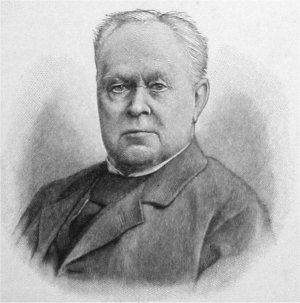
Kuno Fischer

Der Kuno-Fischer-Preis ist ein Preis, der von der Philosophisch-Historischen Fakultät der Universität Heidelberg aus den Mitteln der Kuno-Fischer-Preis-Stiftung für „hervorragende Werke aus dem Gebiet der Geschichte der Philosophie, die in der deutschen wissenschaftlichen Literatur erschienen sind“, vergeben wird. Die Stiftung wurde 1904 von Schülern und Verehrern des Heidelberger Philosophen und Philosophiehistorikers Kuno Fischer anlässlich seines 80. Geburtstages mit einem Startkapital von 10.500 Mark gegründet. Zu den Stiftern gehörte der Großherzog von Baden. Sie sollte alle fünf Jahre den Kuno-Fischer-Preis in Höhe von etwa 1800 Mark vergeben. Die Preismedaille mit einem Reliefbild des Gelehrten wurde von dem Karlsruher Künstler Hermann Volz geschaffen.
Der Preis wird in unregelmäßigen Abständen verliehen. 2017 betrug der Preis 5100 Euro. Die Preisvergabe wird durch eine Jury des Philosophischen Seminars und der Philosophischen Fakultät der Universität Heidelberg bestimmt.

## Preisträger
- 1914: Ernst Cassirer
- 1930: Hermann Glockner
- 1942: Ernst Krieck
- 1947: Wilhelm Nestle (für Vom Mythos zum Logos)
- 1974: Hans Blumenberg
- 1991: Werner Beierwaltes (insbesondere für: Denken des Einen, Klostermann 1985)
- 2001: Kurt Flasch (für die Biographie Nikolaus von Kues, Klostermann 1998)
- 2008: Dieter Henrich
- 2017: Eckart Förster für Die 25 Jahre der Philosophie. Eine systematische Rekonstruktion (Klostermann 2011). Die Studie ging den 25 Jahren in der Geschichte des deutschen Idealismus nach zwischen der Postulierung des Beginns der Philosophie in Kants Kritik der reinen Vernunft 1781 und Hegels Verkündigung des Endes der Philosophie 1806.[1][2]